# 王學濂
王學濂（?—?），浙江仁和（浙江杭州）人，清朝政治人物、進士出身。
乾隆二十八年，登進士。乾隆四十年，擔任松江府川沙清軍同知。乾隆四十五年（1780年）接替孙思庭任上海县知县一职。